# Comté de Leitrim

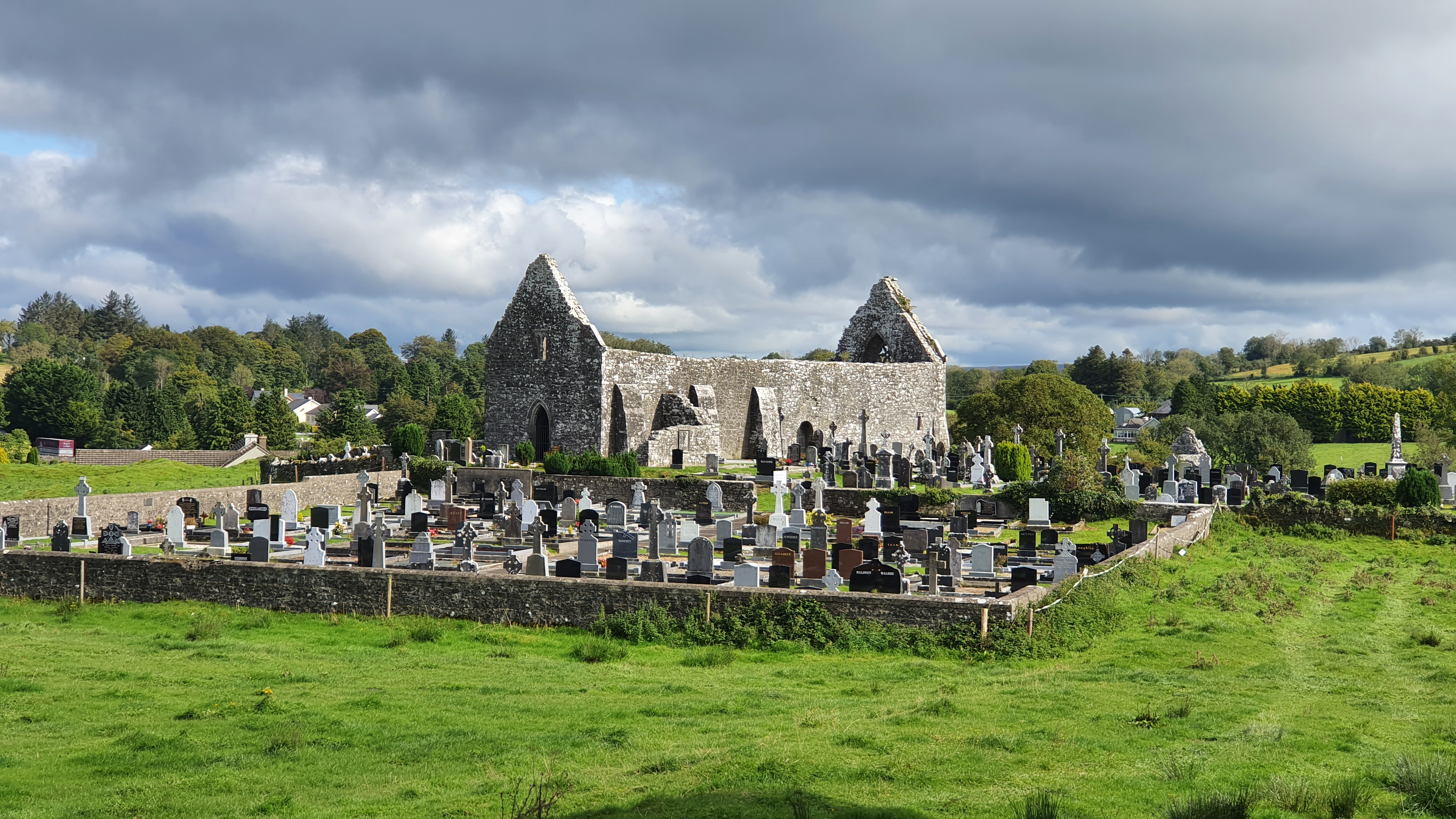
Le cimetière de Fenagh dans le comté de Leitrim.

Le comté de Leitrim (en irlandais Contae Liatroma) est une circonscription administrative de l'Irlande située à la frontière de l'Irlande du Nord dans la province du Connacht.
Le comté a un tout petit débouché sur la côte atlantique (3 kilomètres en tout et pour tout à l'ouest de Bundoran), mais est principalement un comté de l'intérieur. Il est entouré par les comtés de Donegal au nord, Fermanagh au nord-est, Cavan à l'est, Longford au sud, Roscommon et Sligo à l'ouest. Sa superficie est de 1 588 km2 pour 31 798 habitants en 2011 ; c'est donc un des plus petits par sa population et sa superficie.
La rivière Shannon et le Lough Allen divisent le comté en deux parts pratiquement égales. La capitale du comté se trouve à Carrick-on-Shannon (3 163 habitants).
Autrefois, Leitrim formait la moitié du royaume de Breifne. La région fut pendant longtemps sous l'influence de la famille O'Rourke de Dromahair, dont le lion héraldique se trouve toujours sur les armes du comté. Des liens très forts existaient avec l'autre partie du Breifne, qui forme aujourd'hui le comté de Cavan, et le clan O'Reilly qui occupait cette région.
Pendant toute la période médiévale et jusqu'au XVIIe siècle, le comté était recouvert d'immenses forêts. Mais elles ont disparu, laissant place à des terrains peu fertiles. Le comté a été très fortement touché par la Grande Famine de 1849. De 155 000 habitants en 1841, il n'a jamais cessé de perdre ses habitants et en compte au début du XXIe siècle à peine plus de 25 000.
Le comté compte 32 044 habitants en 2016, en augmentation par rapport au recensement de 2011.
Petite anecdote : c'est en 2003 que furent installés les premiers feux tricolores de circulation du comté, près de Carrick-on-Shannon.

## Villes du comté
- Ballinamore, Buckode,
- Carrick-on-Shannon, Carrigallen, Cloone,
- Dromahair, Dromod, Drumcong, Drumkeeran, Drumshanbo, Drumsna,
- Glenfarne,
- Keshcarrigan, Kiltyclogher, Kinlough,
- Largydonnell, Leitrim,
- Manorhamilton, Mohill,
- Rossinver,
- Tullaghan.

## À voir dans le comté
- Le château de Manorhamilton et centre d'héritage
- La chapelle Costello
- Le château de Parke
- La cascade de Glencar
- Lough Rynn House

## Comtés limitrophes
| Sligo océan Atlantique | Donegal            | Fermanagh      |
| Roscommon Sligo        | comté de Leitrim   | Cavan          |
| Roscommon              | Longford Roscommon | Cavan Longford |